# Kamehameha I
Kamehameha I hay Kamehameha Đại đế, tên trong ngôn ngữ gốc là: Kalani Pai'ea Wohi o Kaleikini Keali'ikui Kamehameha o 'Iolani Kaiwikapu kau'i Ka Liholiho Kūnuiakea. (1758 - 8 tháng 3 năm 1819) là tù trưởng của Đảo Hawaii từ năm 1782, và là quốc vương cai trị toàn xứ Hawaii từ năm 1810 đến khi qua đời. Ông là người sáng lập ra Vương quốc Hawaii và cũng là vị vua Hawaii cận đại đầu tiên cai trị toàn cõi xứ Hawaii thống nhất.
Ông là một chiến binh, một nhà ngoại giao và là một vị lãnh tụ vĩ đại của Vương quốc Hawaii. Ông được nhớ đến nhiều nhất vì đã thống nhất được xứ Hawaii sau hơn trăm năm chia cắt.

## Ban đầu
Kamehameha có tên khai sinh là Pai'ea. Năm sinh của ông vẫn là một bí ẩn, có thể là năm 1753, năm 1761 hoặc năm 1758, tuy vậy có thể ông được sinh ra vào khoảng tháng 11 năm 1758 ở bắc Kohala trong một gia đình quyền quý trên Đảo Hawaii. Cha ông là Keoua, thủ lĩnh xứ Kohala, còn mẹ ông là bà Keku'iapoiwa, ông ngoại ông là thủ lĩnh ở Kona.
Tương truyền, ngay lúc khoảnh khắc mà ông chào đời thì ngay trên bầu trời xuất hiện một tia sáng kì lạ có hình dạng như chiếc lông chim, theo người dân Hawaii thì đó chính là dấu hiệu báo đến việc đứa bé chào đời sẽ là một nhà cai trị vĩ đại trong tương lai, người sẽ thống nhất và mang lại hòa bình cho quần đảo. Sự tương truyền này được coi là đúng vì vào năm 1758, Sao chổi Sao chổi Halley đã bay qua Đảo Hawaii.
Vì khi mới sinh, sức khỏe của ông rất yếu cộng với những mối đe dọa từ các gia tộc khác, Pai'ea (Kamehameha) đã bị ông ngoại mình ra lệnh bỏ mặt cho đến chết. May thay, Pai'ea đã được mẹ mình giấu đi ngay khi mới sinh và phải sống những năm đầu tiên ẩn dật ở Waipio. Sau đó, ông trở về Kailua khi 5 tuổi và sống cùng ba mẹ của mình. Sau khi ba ông: Keoua qua đời, ông được chú mình là Kalani'opu'u, nhận nuôi. Chú ông sau đó đã dạy cho ông kỹ chiến đấu, các kiến thức lịch sử, điều hướng, nghi lễ tôn giáo cần thiết khác để trở thành một ali'i-'ai-moku (một thủ lĩnh tương lai).

## Sự nghiệp cai trị

### Lên ngôi
Sau khi Kalani'opu'u qua đời vào năm 1782, vị tù trưởng đã chia đôi vùng đất đảo Hawai'i, trao nó cho con trai ông là: Kiwala'o các quận Ka'u, Puna và Hilo. Kamehameha cũng được trao quyền cai trị các quận Kona, Kohala và Hamakua. Kamehameha và các thủ lĩnh khác đã tập trung tại Honaunau để chờ phân phối lại đất đai. Khi Kamehameha và các đồng minh không nhận được những gì họ cho là xứng đáng, cuộc chiến giành quyền lực và tài sản bắt đầu.
Trong bốn năm tiếp theo, nhiều trận chiến đã diễn ra trên khắp hòn đảo. Các lực lượng vượt trội của Kamehameha nhiều lần giành chiến thắng trước các chiến binh khác. Anh ta bắt con gái của Kiwala'o là Keopuolani làm vợ mình; ông cũng lấy đứa trẻ Ka'ahumanu (từng được nhắc đến làm vợ cho Kiwala'o) và "hứa hôn với chính mình". Do đó, ông khẳng định mình là một ứng cử viên sáng giá cho việc cai trị Hawaii. Cuối cùng, Kiwala'o đã bị giết trong một trận chiến, nhưng Đảo Hawaii chưa thể được thống nhất mà vẫn bị chia rẽ.

### Chiến tranh và quan hệ với phương Tây
Tại lãnh địa của Kamehameha là Vịnh Kealakekua, nơi có nhiều tàu buôn nước ngoài dừng chân ở đây, vì thế Kamehameha có thể dễ dàng tiếp cận với họ và đã tích lũy được một lượng lớn súng để sử dụng trong các trận chiến chống lại các thủ lĩnh địa phương. Tuy vậy, các vũ khí mới rất đắt tiền và góp phần làm tăng kinh phí cho chiến tranh.
Sau gần một thập kỷ chiến đấu, Kamehameha vẫn chưa thể chinh phục được tất cả kẻ thù của mình. Vì vậy, ông ấy đã nghe theo lời khuyên của một nhà tiên tri trên đảo Kaua'i và ông đã dựng lên một đền thờ tại Pu'ukohola ở xứ Kawaiae, để thờ phượng và hiến tế cho vị thần chiến tranh Ku, Kamehameha hy vọng nhờ đó có thể có được sự phù hộ của thần linh để chinh phục được toàn bộ Hawaii.
Năm 1795, thủ lĩnh đối thủ Keoua được mời đến Pu'ukohola để đàm phán hòa bình, nhưng thay vào đó, Keoua đã bị giết và bị hiến tế trên đền thờ, cái chết của Keoua đã biến Kamehameha trở thành người cai trị của toàn bộ hòn đảo Hawaii. Trong khi đó, một thủ lĩnh đối thủ khác của Kamehameha là Kahekili, nhân cơ hội Kamehameha còn đang bận tâm đối phó với Keoua, đã tập hợp lực lượng - gồm một tay súng nước ngoài, những con chó được huấn luyện và một nhóm những người đàn ông có hình xăm hung dữ được gọi là pahupu'u đột kích vào các ngôi làng dọc theo bờ biển của Hawaii và chỉ dừng lại khi quân của Kamehameha quay về ứng cứu. Kahekili quyết định rút binh về O'ahu. Ngay sau đó, một thương gia người Anh tên là William Brown, là một thuyền trưởng của tàu khu trục ba mươi khẩu súng Butterworth, đã phát hiện ra một nơi tuyệt vời cho neo đậu thuyền tại Honolulu. Brown nhanh chóng thỏa thuận với thủ lĩnh Kahekili nơi đây, Kahekili đã nhường lại toàn bộ đảo O'ahu cho Brown để đổi lấy một số viện trợ lớn về quân sự. Kamehameha cũng nhận ra hiệu quả của các viện trợ nước ngoài nên ông cũng đã tìm kiếm một số trợ giúp từ một thuyền trưởng người Anh tên George Vancouver. Vancouver đề nghị Kamehameha nhượng lại đảo Hawaii cho người Anh.

### Chiến tranh với Kalanikupule
Sau cái chết của vua Kahekili vào năm 1794, Kahekili đã ban đảo O'ahu cho con trai của ông ta là Kalanikupule làm thủ lĩnh. Một người anh em cùng cha khác mẹ của ông, Ka'eokulani, đã cai trị cả Kaa'i, Maui, Lana'i và Moloka'i. Ông đã tuyên chiến với Kamehameha vì bất đồng, mỗi người tìm cách kiểm soát tất cả các hòn đảo. Sau một loạt các trận chiến trên đảo O'ahu. Cuối cùng, trong một trận hải chiến, thủ lĩnh Kalanikupule đã nhờ sự trợ giúp từ những tàu chiến của Brown để bắn phá dữ dội vào đảo Hawaii của Kamehameha. Sau đó, Ka'eokulani cùng cận thần và chiến binh của ông đã bị thủ lĩnh Kalanikupule hành quyết. Được khích lệ bởi chiến thắng trước quân của Kamehameha, Kalanikupule quyết định mua thêm tàu từ phương Tây để hỗ trợ cho cuộc chiến tranh của ông với Kamehameha. Kalanikupule sau đó đã bí mật giết chết Brown và bắt cóc các thủy thủ đoàn khác, tuy nhiên, những thủy thủ trên tàu đã vật lộn với Kalanikupule và lấy lại quyền kiểm soát con tàu, Kalanikupule sau đó bằng một cách may mắn, cùng những người khác theo ông đã cùng nhau lên bờ bằng một chiếc thuyền nhỏ.